# سیارک ۷۳۷۲
سیارک ۷۳۷۲ (به انگلیسی: 7372 Emimar، نامگذاری:1979HH) هفت هزار و سیصد و هفتاد و دومین سیارک کشف شده‌است که در ۱۹ آوریل ۱۹۷۹ کشف شد.